# Kaiszeki
A kaiszeki (懐石) vagy kaiszeki-rjóri (懐石料理) egy tradicionális, többfogásos japán vacsora. A kifejezés egyúttal a szakképzettségre, illetve technikák összességére is utal, melyek lehetővé teszik az ilyen ételek elkészítését és emlékeztetnek a nyugati csúcsgasztronómiára.
Alapvetően kétféle hagyományos japán étel stílus van, amit kaiszekinek vagy kaiszeki-rjórinak neveznek. Az első (ahol a kaiszeki 会席, a kaiszeki-rjóri pedig 会席料理 kandzsikkal van írva), válogatott ételek egy adott menüjére utal, amit tálcán szolgálnak fel (az összejövetel minden tagjának). A második (懐石 és 懐石料理 kandzsikkal írva) arra az egyszerű ételre utal, amit egy csanoju összejövetel házigazdája szolgál fel a vendégeknek a szertartásos tea előtt, ez csa-kaiszekiként (茶懐石) is ismert.

## Eredet
A kaiszeki leírásához használt kandzsik (懐石) szó szerinti jelentése „zseb kő”. Ezeket a kandzsikat feltehetően Szen no Rikjú (Tojotomi Hidejosi hadúr teamestere, 1522-1591) egyesítette, a csanoju puritán stílusában felszolgált, mértékletes ételre utalva. Az ötletet a zen szerzetesek által alkalmazott azon gyakorlat adta, amikor is meleg köveket tettek köpenyük elülső zsebébe, hasuk közelébe, ezzel űzve el az éhséget. Mielőtt ez az összetétel használatba került, a kaiszeki leírásához használt kandzsik jelentése egyszerűen arra utalt, hogy az ételt összejövetelekkor fogyasztják (会席料理). Mindkét verzió használatban van napjainkban a szó leírására; a mérvadó japán szótár (Kódzsien) az „összejövetelekkor fogyasztott ételt” díszvacsoraként definiálja, ahol a fő ital a szaké, a „zseb kő” ételt pedig az egyszerű ételként, amit csanojun szolgálnak fel. Annak érdekében, hogy beszédnél (és ha szükséges, írásnál) meg tudják különböztetni a kettőt, a csanojun felszolgált ételt adott esetben „tea” kaiszekinek vagy csa-kaiszekinek nevezik.
A modern kaiszeki a japán csúcsgasztronómia számos hagyományából merít, nevezetesen a következő négyből: a császári udvar konyhaművészetéből (有職料理 júszoku rjóri), a kilencedik századi Heian-korból; a templomok buddhista konyhaművészetéből (精進料理 sódzsin rjóri), a tizenkettedik századi Kamakura-korból; a harcosok háztartásának szamuráj konyhaművészetéből (本膳料理 honzen rjóri), a tizennegyedik századi Muromacsi-korból; és a teaszertartás konyhaművészetéből (茶懐石 csa-kaiszeki), a tizenötödik századi Muromacsi-kor Higasijama-kultúrájából. Ezek az egyéni konyhaművészetek mind fejlődtek az idők során, és valamilyen formában még ma is folytatják őket, viszont egyúttal a kaiszeki konyhaművészetébe is bele lettek vegyítve. Különböző séfek eltérő módon ítélik meg némelyiket – az udvari és a szamuráj konyha választékosabb, míg a teaszertartási és a templomi konyha visszafogottabb.

## Stílus

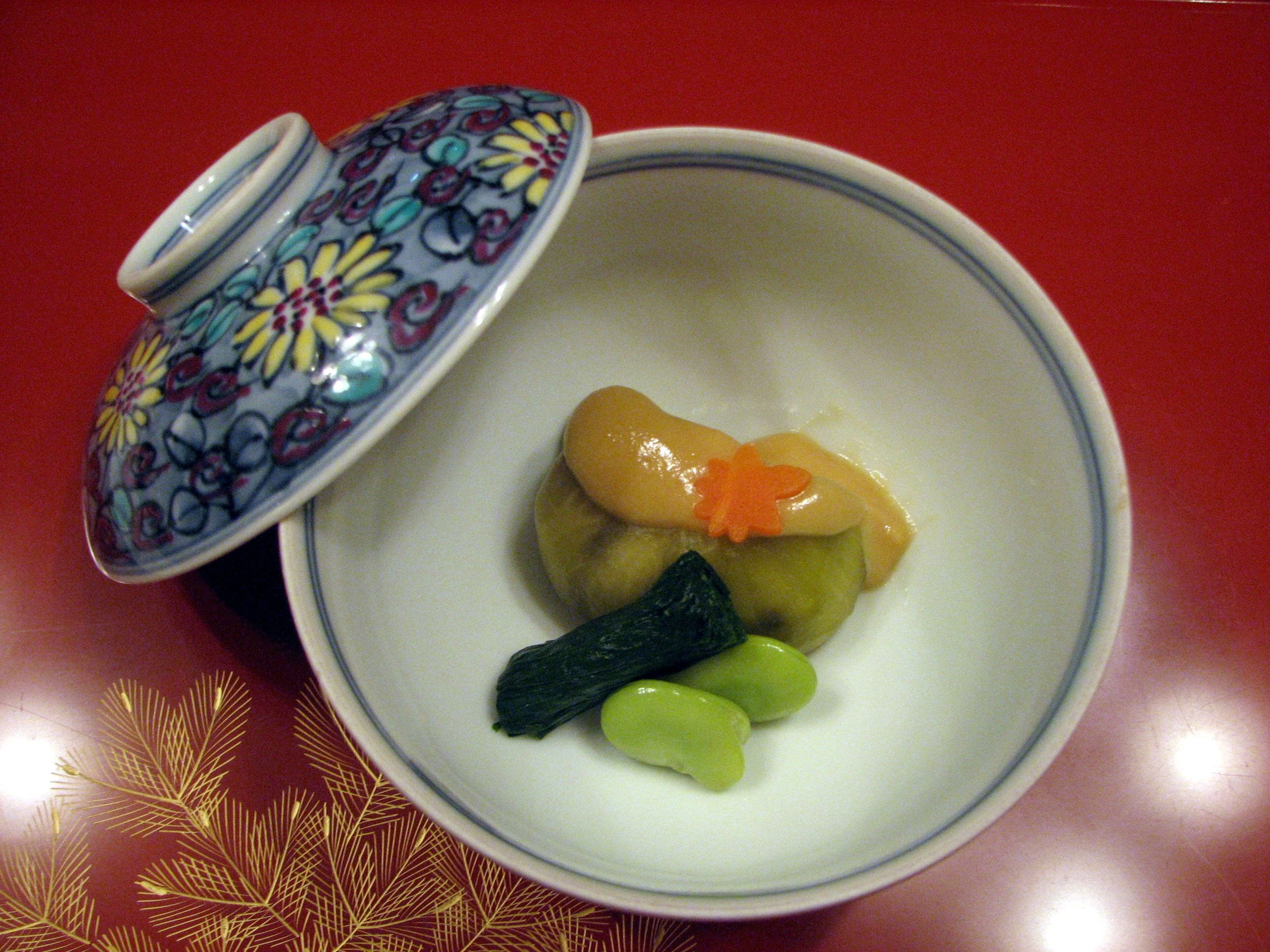
Az egyes tálak gyakran kicsik és gondosan kiegyensúlyozottak

A kaiszeki mára egy művészeti forma lett, ami az étel ízét, textúráját, kinézetét és színét egyensúlyozza. Ezért csak friss, idényhez illő hozzávalókat használnak, ezek előkészítési módjának célja pedig, hogy ízük erősebb legyen. Gyakran használnak helyi hozzávalókat is. Az elkészült fogásokat gondosan nyújtják át tányérokon, melyeket úgy választanak, hogy az az étel látványát és idényhez illőségét is kihangsúlyozza. A fogások gyönyörűen vannak elrendezve és díszítve, gyakran valódi levelekkel és virágokkal, valamint ehető körettel, melyek célja, hogy növényekre és állatokra emlékeztessenek.

### Sorrend
Eredetileg, a kaiszeki egy tál miszo levest és három köretet tartalmazott; ehelyett jelenleg a szabványos japán konyhai forma használatos, amit szettonak (セット „szett”) neveznek. Fejlődésének következtében, a kaiszeki már előételt, szasimit, egy főtt, egy roston sült és egy párolt fogást is tartalmaz, a séf belátására bízott egyéb tálak mellett.
- Szakizuke (先附): a francia amuse-bouche-hoz hasonló előétel.
- Hasszun (八寸): a második fogás, ami meghatározza az idény jellemzőit. Általában egy bizonyos fajta szusi és néhány kisebb köret.
- Mukózuke (向付): évszakhoz illő szasimi, szeletekre vágva.
- Takiavasze (煮合): zöldségek, hússal, hallal, vagy tofuval szolgálva; a hozzávalókat külön főzik.
- Futamono (蓋物): egy „fedett tál”; jellemzően leves.
- Jakimono (焼物): tűzön grillezett fogás (leginkább hal).
- Szu-zakana (酢肴): kicsi, ecetes zöldségtál, a száj tisztításának céljából.
- Hijasi-bacsi (冷し鉢): csak nyáron szolgálják; fagyasztott, enyhén főzött zöldségek.
- Naka-csoko (中猪口): egy másik száj-tisztító; lehet egy könnyű, savanyú leves.
- Sízakana (強肴): egy kiadós fogás, mint például a hot pot.
- Gohan (御飯): egy rizstál, idényszerű hozzávalókkal.
- Kó no mono (香の物): idényszerű, pácolt zöldségek.
- Tome-van (止椀): miszo-alapú vagy zöldséges leves, rizzsel tálalva.
- Mizumono (水物): idényhez illő desszert; lehet gyümölcs, édesség, fagylalt vagy sütemény.

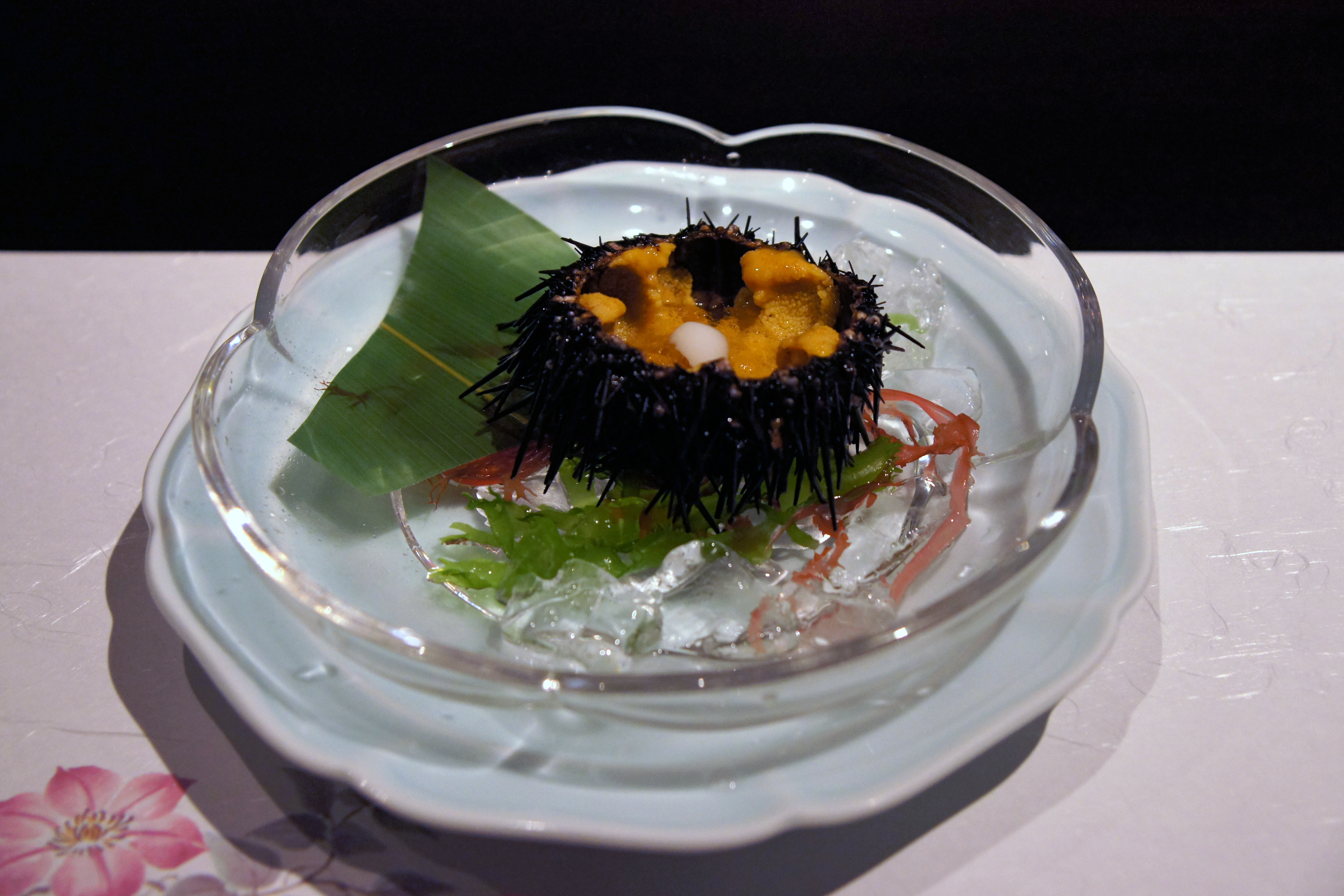
Szakizuke (先附)
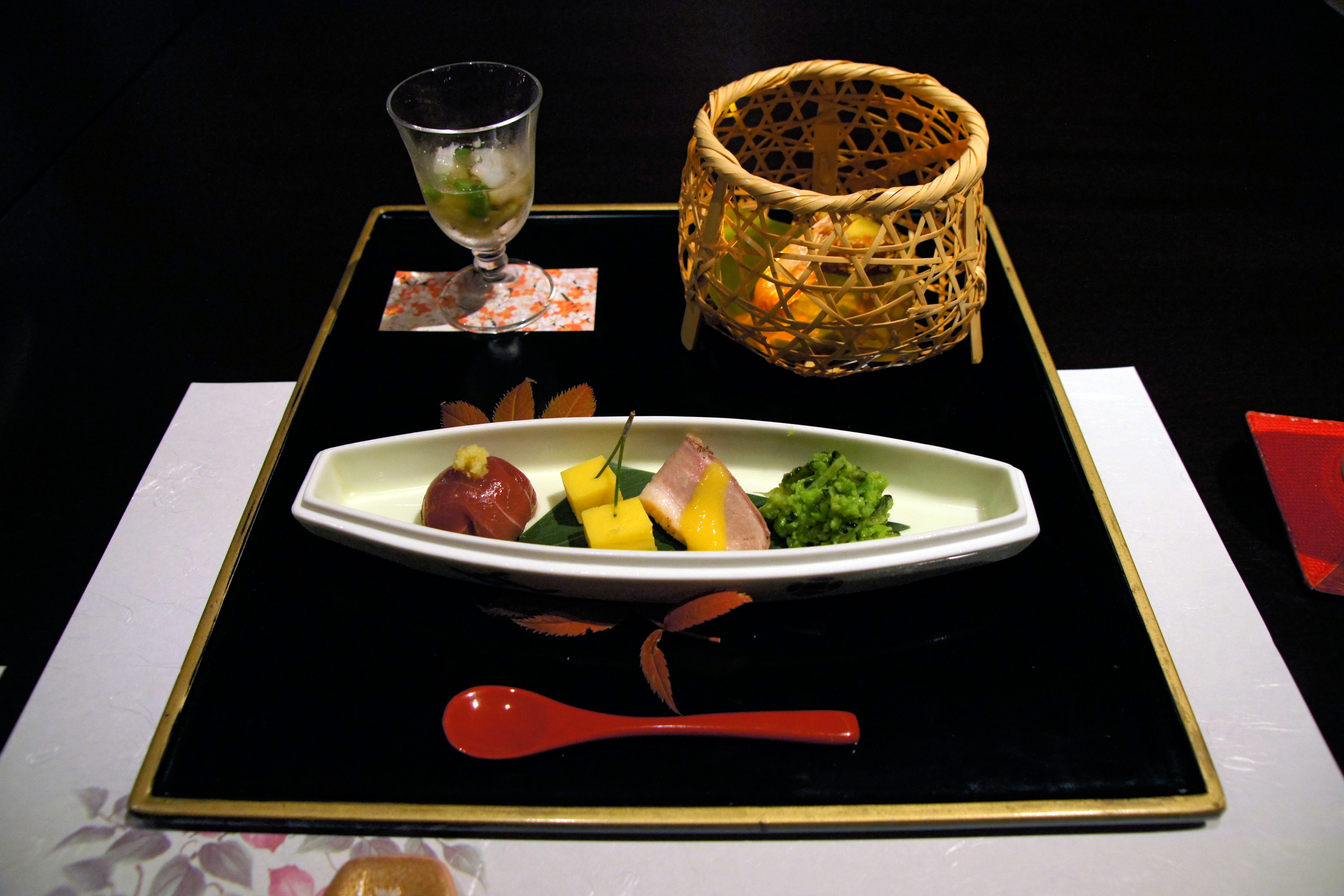
Hasszun (八寸)
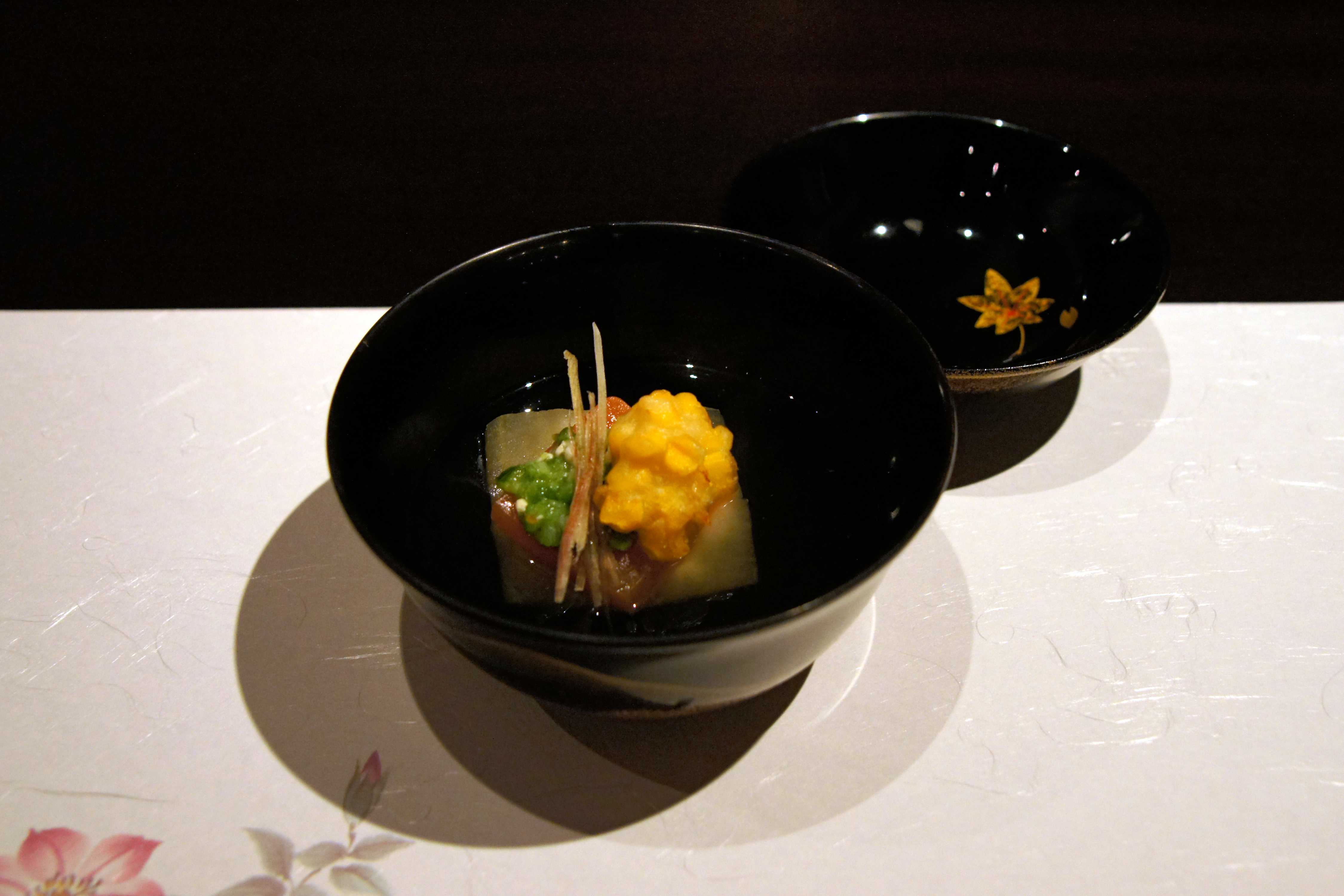
Ovan (お椀)
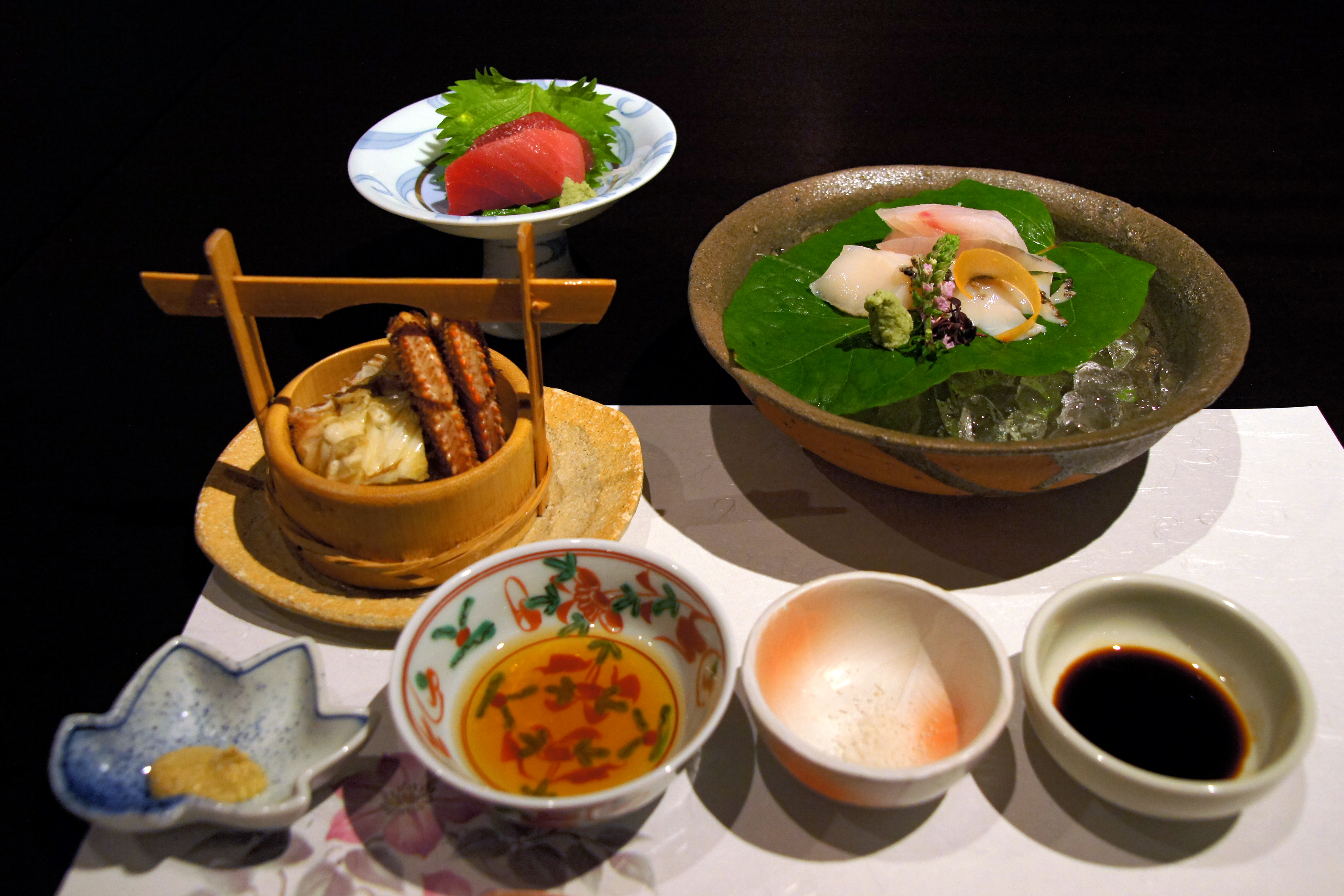
Ocukuri (お造り)
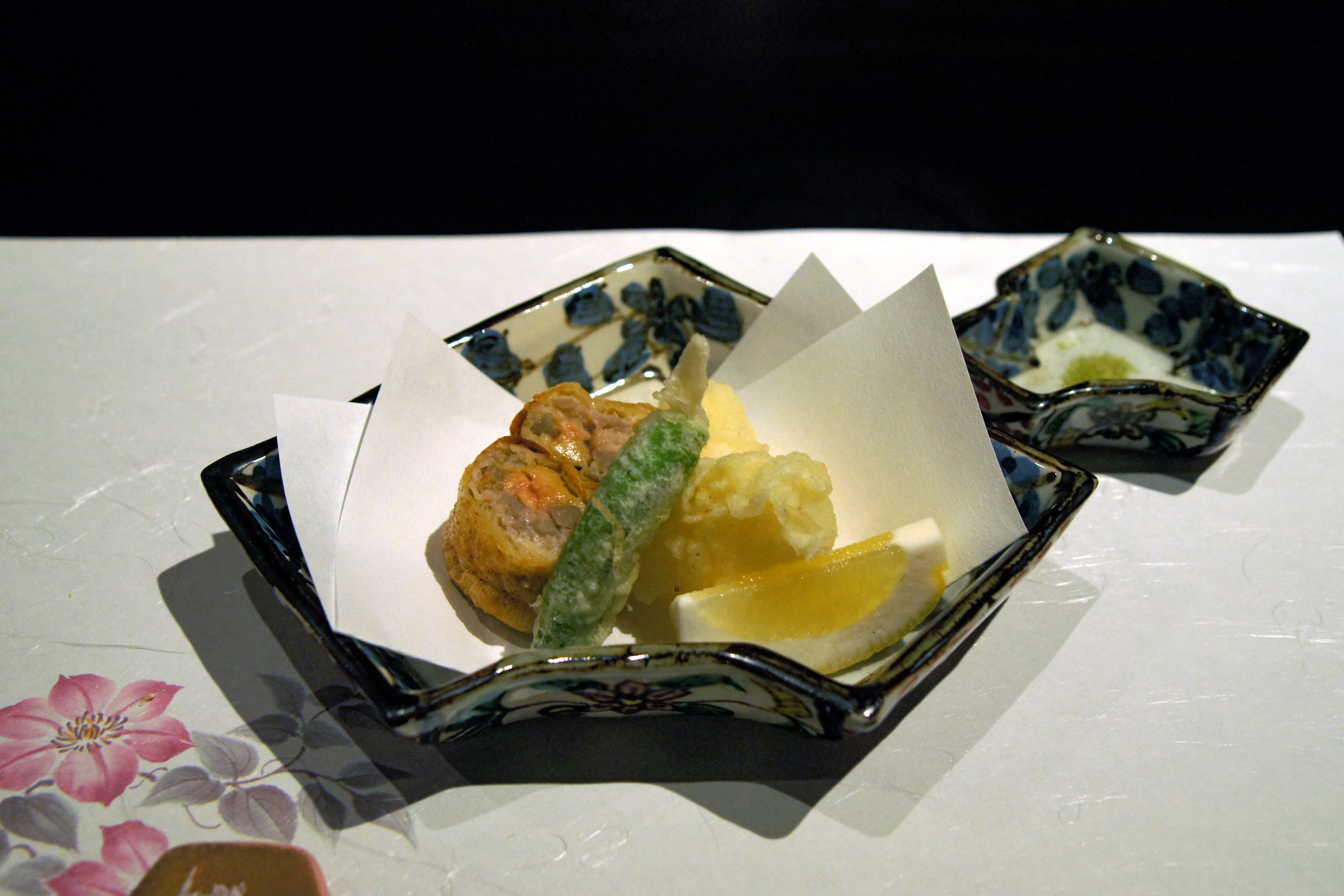
Agemono (揚げ物)
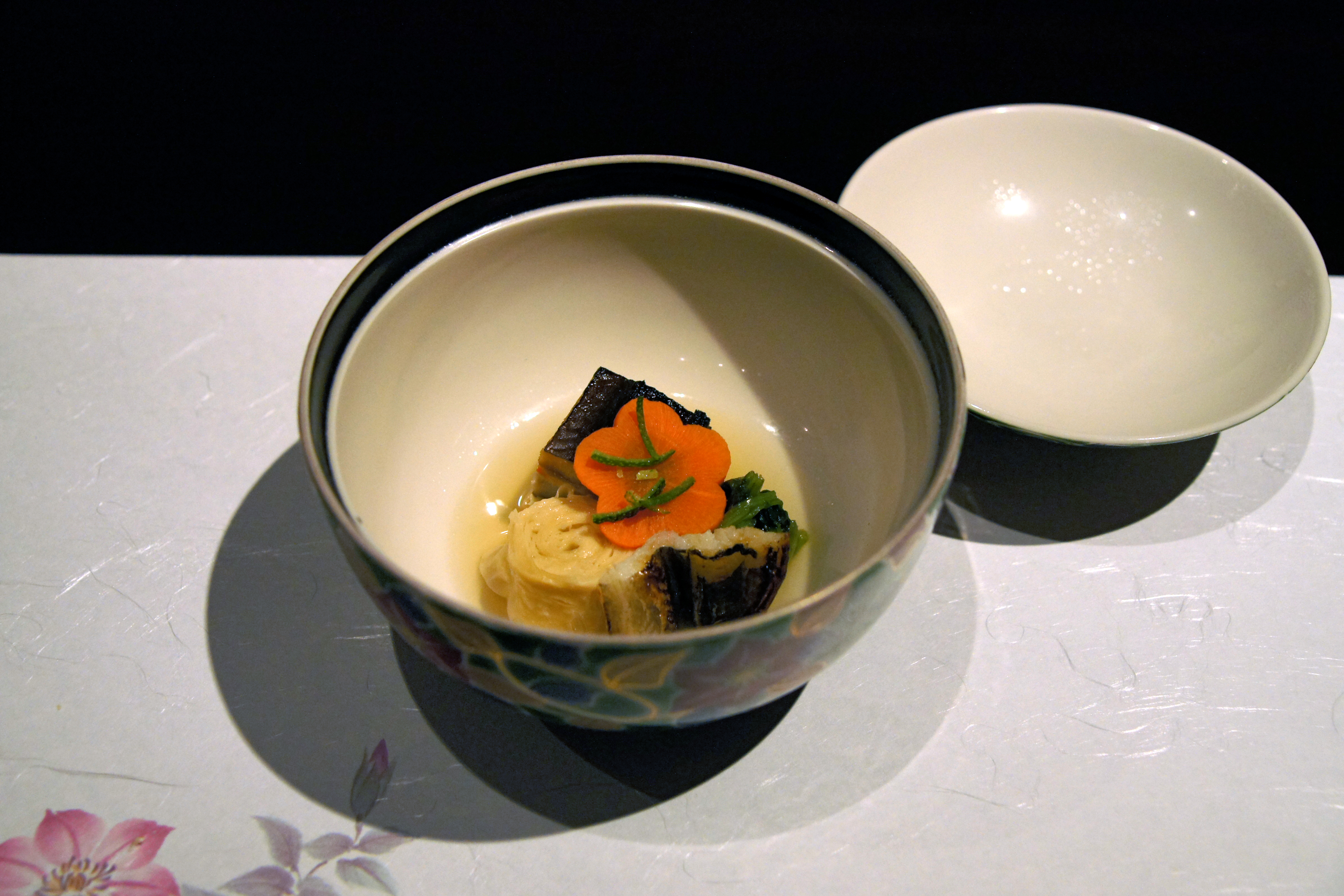
Futamono (蓋物)
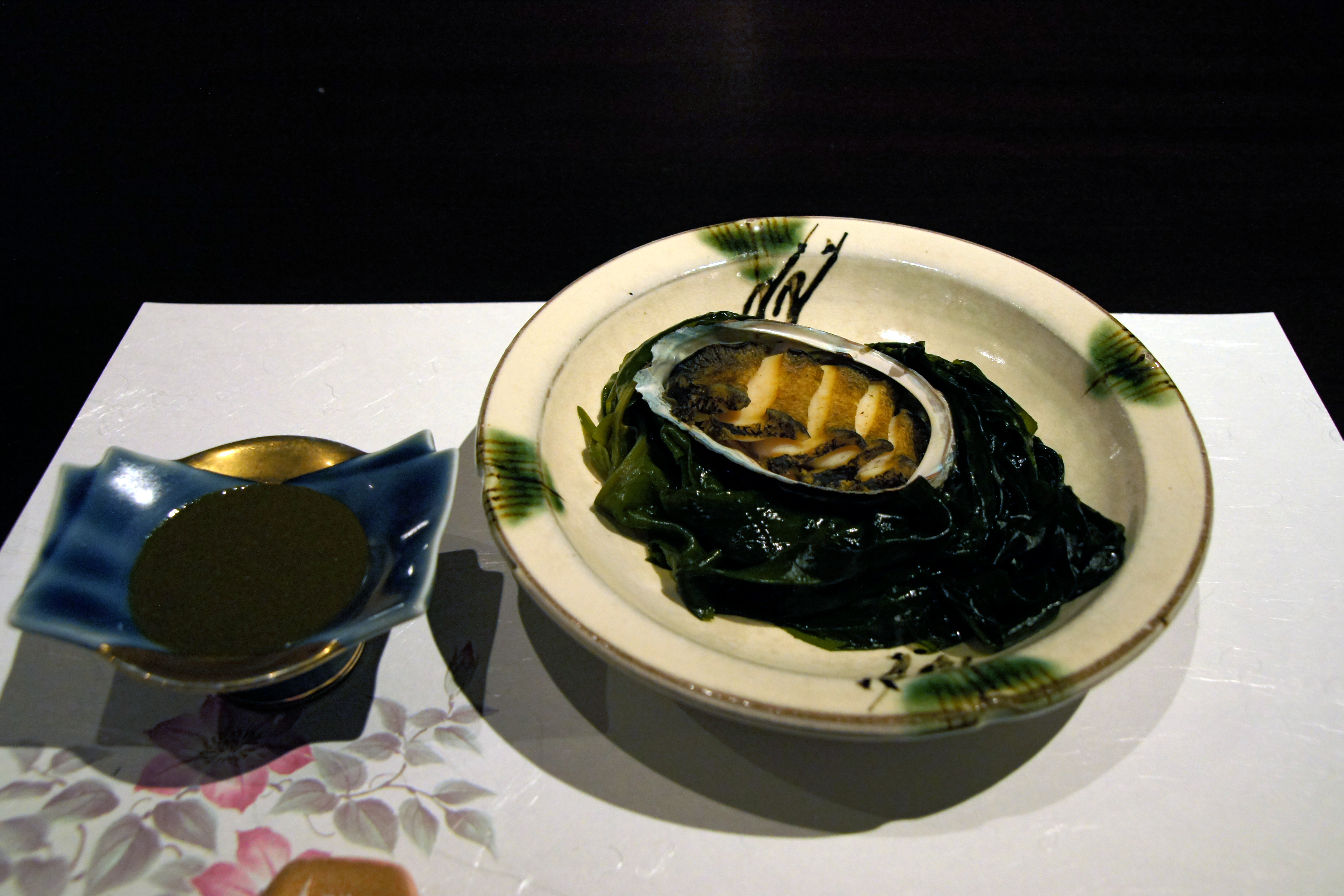
Dai no mono (台の物)
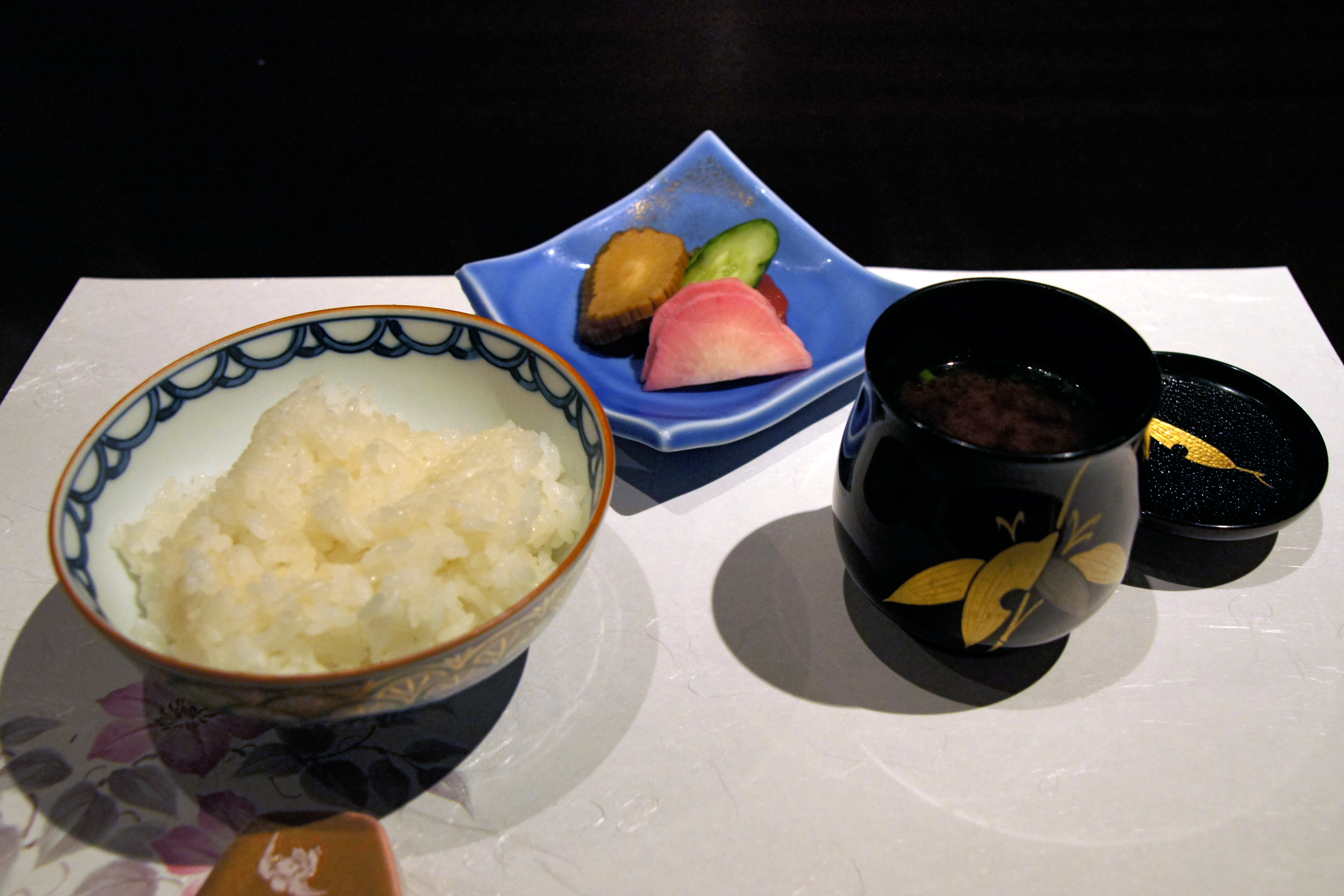
Gohan, Kó no mono, Tomevan (御飯・香の物・止椀)
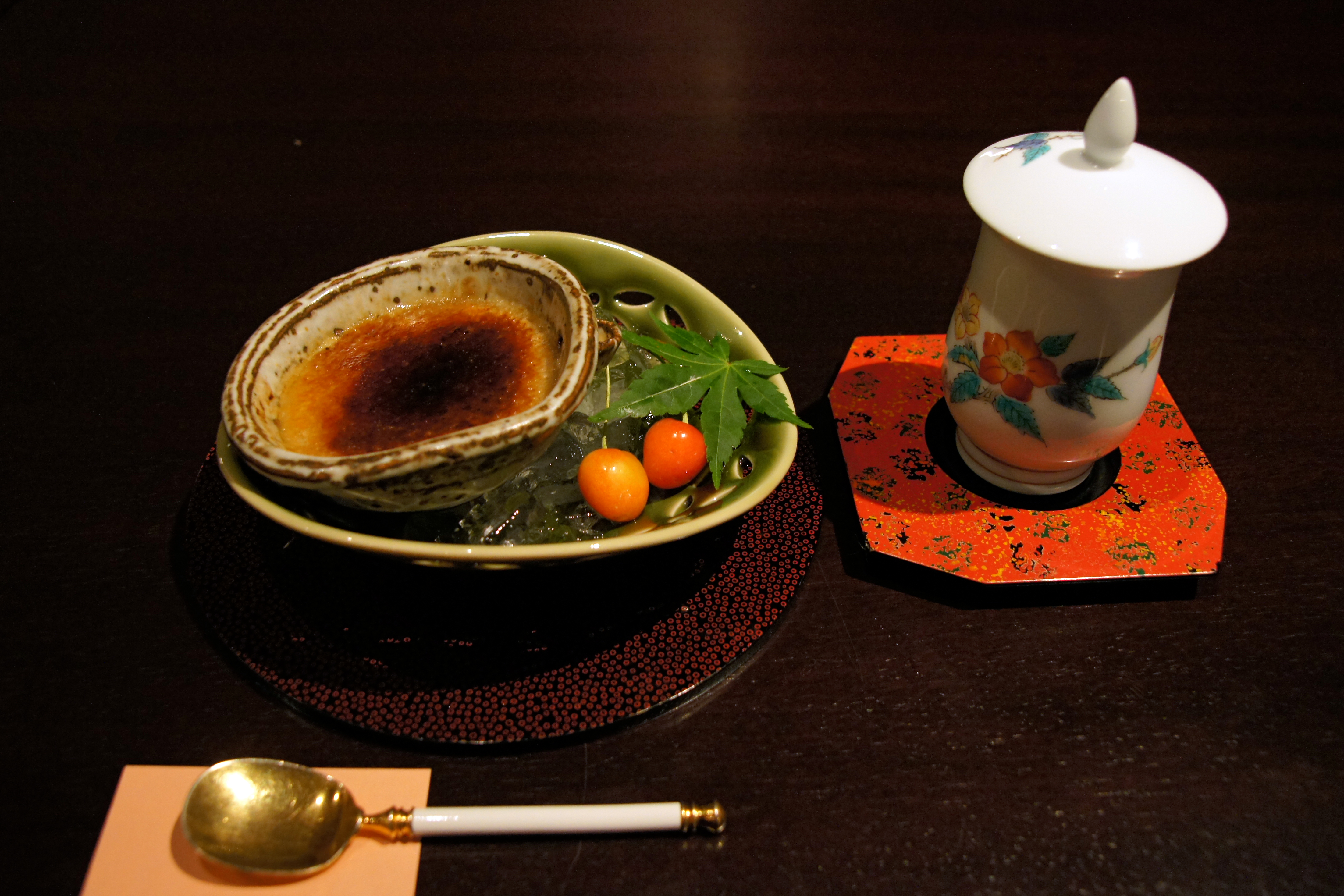
Mizumono (水物)

## Csa-kaiszeki
Ezt az ételt szolgálják fel csanoju alkalmakor. Formális teaszertartáson (csadzsin), felszolgálása megelőzi a teáét. Egy csa-kaiszeki alap alkotórészei az icsidzsú szanszai („egy leves, három köret”), a rizs és a következők: szuimono, hasszun, jutó és kó no mono. Az említett leves általában miszo leves, az alap három köret pedig a következőkből áll:
- Mukózuke: a vendégek tálcájának távolabbi oldalára helyezett ételek. Innen ered a mukózuke elnevezés (jelentése: „a távolabbi oldalra helyezve”). Gyakran lehet valamilyen szasimi, bár ez nem szükségszerű. A tálca közelebbi oldalán a rizs és a leves van, mindkettő lakkozott, fedett tálban.
- Nimono (煮物): főtt ételek, fedett tálakban szolgálva.
- Jakimono: grillezett ételek (általában valamilyen hal), önkiszolgáló tálon viszik ki a vendégeknek.

A fent említett, további elemek leírása:
- Szuimono (吸物): kicsi, fedett tálban szolgált húsleves, a száj tisztításának céljából, mielőtt a házigazda és a vendégek elfogyasztják szakéjukat. Kozuimononak („kicsi húsleves”) vagy hasiarainak („evőpálcika öblítő”) is nevezik.
- Hasszun: hegyi és tengeri csemegék tálcája, amivel a vendégek magukat szolgálják ki, a házigazda és vendégei által fogyasztott szaké kísérője.
- Jutó (湯桶): egy kancsó, félbarna rizst tartalmazó forró víz, amiből a vendégek magukat szolgálják ki.
- Kó no mono: a jutót kísérő savanyúságok.

A menühöz hozzáadható extra elemeket általában sízakananak nevezik, melyek további szaké fogyasztással járnak. A házigazda ezeket az első vendégre bízza, ezért azukebacsinak („más gondjaira bízott tál”) is nevezik őket.

## Kaiszekia hétköznapokban

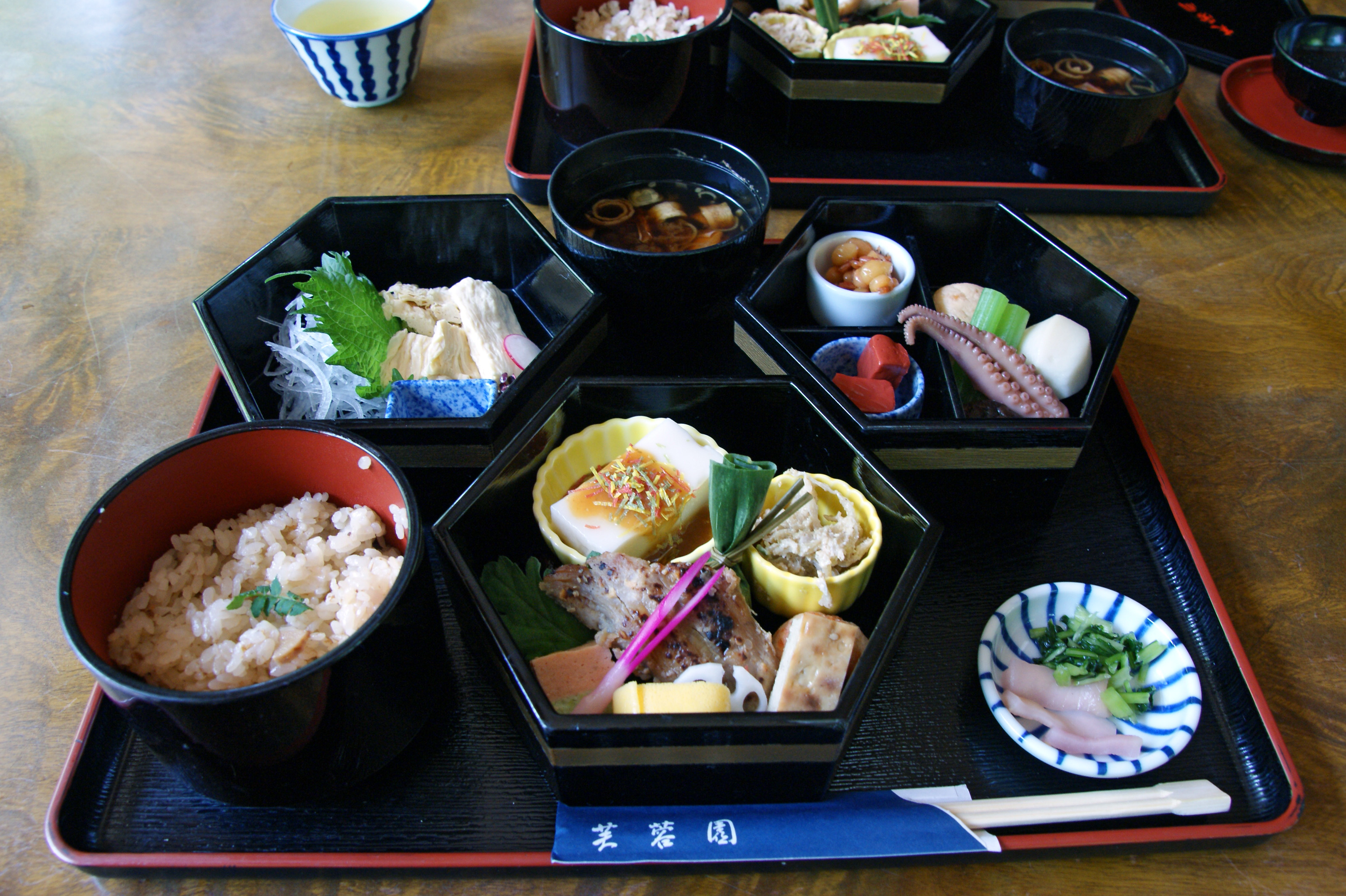
Az ócui Fuyoen étterem hétköznapi kaiszekije

A hétköznapi kaiszekire az összetevők színpadias elrendezése, valamint az egyszerű agyagedények és a szép, mintás tálak vagy tányérok kombinálása jellemző. A bentó egy másik hétköznapi, egyszerű formája a népszerű kaiszekinek.

## Kaiszekihelyek
Kaiszekit rjokanokban (tradicionális japán vendéglő) szolgálnak általában, de rjóteinek (料亭) nevezett, tradíciót és luxust ötvöző éttermekben is megtalálható. Kiotó nevezetes kaiszekijéről, mivel ott volt a császári udvar és a nemesség otthona, több mint ezer éven keresztül. Itt a kaiszeki-stílusú ételt néha „kiotói ételként” (京料理 kjó-rjóri) is emlegetik, hangsúlyozva annak kiotói eredetét. Ezekben megfigyelhető Kiotó néhány hagyományos otthoni ételének hatása, nevezetesen az obanzai, mely a szózai vagy okazu (rizzsel fogyasztott ételek) kiotói megfelelője.

## Árak
A kaiszeki nagyon drága szokott lenni – felső osztályú tradicionális éttermekben a kaiszeki vacsorák 15 000-től, több mint 40 000 jenig terjednek fejenként, italok nélkül. Elérhetők olcsóbb opciók is, jellemzően ebéd (körülbelül 4 000-től 8 000 jenig), és adott esetben bentó (körülbelül 2 000-től 4 000 jenig). A közös étkezés néha olcsóbb, mint az egyedüli. A rjokanokban a szoba ára igény szerint tartalmazhatja az ételt is, ami néhol csak a szállóvendégek számára elérhető, máshol pedig mindenkinek (néhány rjokan elsősorban már étterem). A hagyományos menük három árkategóriát kínálnak, ez a So Csiku Bai (a fenyő, bambusz és kajszi tradicionális hármasa), ahol a fenyő a legdrágább, a kajszi pedig a legolcsóbb; ez még mindig megtalálható néhány étteremben.

## Ajánlott irodalom
- Murata, Yoshihiro. Kaiseki: The Exquisite Cuisine of Kyoto's Kikunoi Restaurant. New York: Kodansha International, 2006. ISBN 4770030223.
- Tsutsui, Hiroichi. „From kaiseki 会席 to kaiseki 懐石: The Development of Formal Tea Cuisine.” In Chanoyu Quarterly 50 (1987).
- Tsuji, Kaichi. Kaiseki: Zen Tastes in Japanese Cooking. Kodansha International, 1972. (21981)

## Fordítás
Ez a szócikk részben vagy egészben  a   Kaiseki című angol Wikipédia-szócikk ezen változatának fordításán alapul.  Az eredeti cikk szerkesztőit annak laptörténete sorolja fel. Ez a jelzés csupán a megfogalmazás eredetét és a szerzői jogokat jelzi, nem szolgál a cikkben szereplő információk forrásmegjelöléseként.